# Emma nach Mitternacht
Emma nach Mitternacht ist eine deutsche Fernsehreihe, deren erste Folge am 18. Mai 2016 erstmals im Ersten Deutschen Fernsehen ausgestrahlt wurde. In der Hauptrolle ist Katja Riemann als Psychologin Emma Mayer zu sehen. Die Fernsehreihe sollte die Lücke schließen, die dadurch entstanden war, dass die Fernsehreihe Bloch mit Dieter Pfaff als Psychologen Dr. Maximilian Bloch in der Hauptrolle nach 24 Folgen auslaufen musste, da der Schauspieler im März 2013 überraschend gestorben war.
Wie bereits bei Bloch arbeiteten WDR und SWR wiederum mit Maran Film zusammen. Es sollten ein bis zwei Filme im Jahr entstehen. Martina Zöllner, bis Juni 2017 Fernsehchefin des SWR, charakterisierte Emma Mayer als eigenwillige, teils auch eigensinnige Person, die eher unkonventionell handele. Zöllner meinte, niemand könne diese „energetische, intelligente, feinnervige Figur besser verkörpern als Katja Riemann“. Es entstanden im Mai und im Juni zwei Folgen, wobei es bis heute blieb.

## Episodenliste
| Nr. | Originaltitel                   | Erstausstrahlung |
| --- | ------------------------------- | ---------------- |
| 1   | Der Wolf und die sieben Geiseln | 18. Mai 2016     |
| 2   | Frau Hölle                      | 8. Juni 2016     |